# American Crime Story: Az O. J. Simpson-ügy
Az American Crime Story című antológia sorozat első évada  Az O. J. Simpson-ügy alcímet viseli. A 2016. február 2-án debütált évad O. J. Simpson világszerte híressé vált gyilkossági ügyét mutatja be Jeffrey Toobin 1997-es The Run of His Life: The People v. O. J. Simpson című könyve alapján.
Az O. J. Simpson-ügy kiemelkedő kritikai sikereket ért el, mind a színészek teljesítménye, mind a rendezés és forgatókönyvírás terén. A 68. Emmy-gálán a sorozatot összesen 22 Emmy-díjra jelölték 13 kategóriában, melyekből kilencszer került ki győztesként, köztük „a legjobb minisorozat” kategóriában is. 2017 januárjában Golden Globe-díjat nyert „a legjobb minisorozat vagy televíziós film” kategóriában, valamint Sarah Paulson megkapta „a legjobb női főszereplő minisorozatban” elismerést.

## Szereplők

### Főszereplők
- Cuba Gooding Jr., mint O. J. Simpson
- Sarah Paulson, mint Marcia Clark
- Kenneth Choi, mint Lance Ito bíró
- Sterling K. Brown, mint Christopher Darden
- Courtney B. Vance, mint Johnnie Cochran
- John Travolta, mint Robert Shapiro
- Christian Clemenson, mint William Hodgman
- Bruce Greenwood, mint Gil Garcetti
- Nathan Lane, mint F. Lee Bailey
- David Schwimmer, mint Robert Kardashian

### Visszatérő szereplők
- Chris Bauer, mint Det. Tom Lange
- Selma Blair, mint Kris Jenner
- Jordana Brewster, mint Denise Brown
- Garrett M. Brown, mint Lou Brown
- Chris Conner, mint Jeffrey Toobin
- Dale Godboldo, mint Carl E. Douglas
- Jessica Blair Herman, mint Kim Goldman
- Evan Handler, mint Alan Dershowitz
- Cheryl Ladd, mint Linell Shapiro
- Larry King, mint Önmaga
- Billy Magnussen, mint Kato Kaelin
- Rob Morrow, mint Barry Scheck
- Robert Morse, mint Dominick Dunne
- Michael McGrady, mint Det. Phillip Vannatter
- Angel Parker, mint Shawn Chapman
- Steven Pasquale, mint Det. Mark Fuhrman
- Leonard Roberts, mint Dennis Schatzman
- Keesha Sharp, mint Dale Cochran
- Joseph Siravo, mint Fred Goldman
- Malcolm-Jamal Warner, mint Al Cowlings

### Vendégszereplők
- Connie Britton, mint Faye Resnick
- Marguerite Moreau, mint Laura McKinny
- Kwame Patterson, mint Michael Darden
- Romy Rosemont, mint Jill Shively
- Duane Shepard Sr., mint Mr. Darden
- Beau Wirick, mint Allan Park

## Fordítás
- Ez a szócikk részben vagy egészben  a   The People v. O. J. Simpson: American Crime Story című angol Wikipédia-szócikk fordításán alapul.  Az eredeti cikk szerkesztőit annak laptörténete sorolja fel. Ez a jelzés csupán a megfogalmazás eredetét és a szerzői jogokat jelzi, nem szolgál a cikkben szereplő információk forrásmegjelöléseként.